# 尼基塔·卡察拉波夫
尼基塔·根纳季耶维奇·卡察拉波夫（俄语：Никита Геннадьевич Кацалапов，1991年7月10日—）生于莫斯科，是一名俄罗斯男子花样滑冰运动员，主攻冰舞。卡察拉波夫一开始接触的是单人滑，然而由于他在跳跃方面遇上瓶颈，他决定转攻冰舞。他最初的搭档是Angelina Kabysheva，两人在2008年拆对。后来他开始和Elena Ilinykh合作直至2014年4月为止。不久后，他和维多利亚·西尼齐娜向俄罗斯花样滑冰联合会申请组成搭档，两人合作至今。2022年代表俄羅斯奧委會出賽北京冬奧花式滑冰團體賽取得金牌，但2024年國際體育仲裁法庭判決俄羅斯女子花式滑冰選手卡米拉·瓦莉娃因服用禁藥被判禁賽4年確定，禁賽自2021年底算起，使得俄羅斯奧委會喪失在2022年北京冬奧贏得的花滑團體賽金牌。